# Carol Danvers

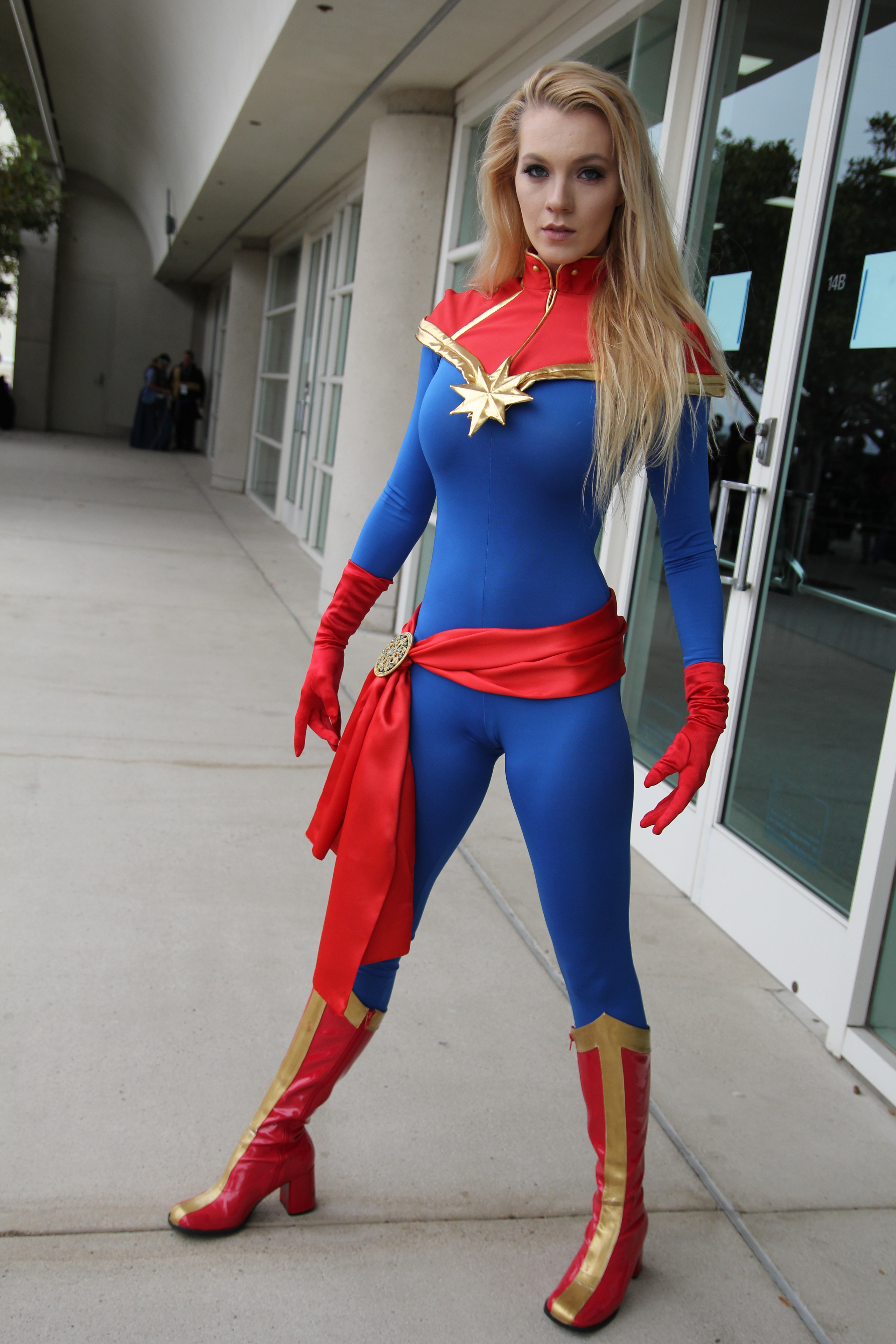
Cosplayerka inspirovaná komiksovou postavou Carol Danvers.

Carol Danvers je fiktivní postava komiksových příběhů vydávaných nakladatelstvím Marvel Comics. Poprvé se objevila, coby důstojnice amerického letectva, v komiksovém sešitu Marvel Super-Heroes #13 v březnu 1968. Je výtvorem tvůrčího dua, které tvořili Roy Thomas a Gene Colan. byla první inkarnací superhrdinky Ms. Marvel (poprvé ve vlastním komiksu Ms. Marvel #1 (1977)). Posléze často spolupracovala s týmy Avengers a X-Men. Postupně přejala superhrdinské identity Binary, Warbird a Captain Marvel. Jde o jednu z nejoblíbenějších a nejsilnějších superhrdinek Marvel Comics.
V roce 2019 se dočkala filmové adaptace v Marvel Cinematic Universe. Objevila se ve filmech Captain Marvel a Avengers: Endgame, kde ji ztvárnila Brie Larson.

## Vydání
Postava Carol Danvers se poprvé objevila v komiksu Marvel Super-Heroes #13 (1968), který vytvořili scenárista Roy Thomas a kreslíř Gene Colan. Danvers zde působila coby důstojnice amerického letectva. V komiksu Danvers potká Dr. Waltera Lawsona, což byla lidská identita mimozemského superhrdiny rasy Kree Captain Marvela.
Znovu se do komiksového světa vrátila až v roce 1977, kdy se díky výbuchu, při kterém došlo k promíchání její DNA s Captain Marvelem, dočkala vlastních superschopností a stala se superhrdinkou Ms. Marvel. Sérii Ms. Marvel vytvořili Gerry Conway a kreslíř John Buscema. Později sérii převzal scenárista Chris Claremont. V tomto komiksu pracuje jako editorka časopisu Women Magazine. Již v této době začala spolupracovat s týmem Avengers. Komiks byl na svou dobu společensky pokrokový, což je patrné například z užití oslovení „Ms.“, které bylo v té době spojené s feministickým hnutím. Danvers také v běžném životě bojovala za rovnost v platech pro ženy.
V osmdesátých letech 20. století často spolupracovala s týmem X-Men. Během jednoho vesmírného dobrodružství došlo k přetvoření její postavy do superhrdinky Binary (ta je výtvorem dua Chris Claremont a Dave Cockrum). Díky spojení se silou bílé díry získala schopnost vytváření energie hvězdy. Ve druhé polovině osmdesátých a po téměř celá devadesátá léta se v komiksech objevovala spíše zřídka. V roce 1998 se znovu spojila s Avengers, kdy se vrátila jako nová superhrdinka Warbird (výtvor dua Kurt Busiek a George Pérez). V této dějové linii ztratí své schopnosti a paměť, s čímž se vyrovnává za přispění notné dávky alkoholu. Pod identitou Warbird působila i během první poloviny nultých let.
V roce 2005 poprvé přijala identitu Captain Marvel ve fiktivní realitě komiksu House of M. V hlavní realitě ale nadále vystupovala coby Ms. Marvel. Hrála důležitou roli také v crossoveru Občanská válka z let 2006 a 2007, kdy se postavila na stranu Tonyho Starka ve sporu o vládní registraci superhrdinů. V roce 2007 se stala členkou týmu Avengers v komiksu The Mighty Avengers, které následně i vedla. Klíčovou roli hrála i v příběhu Secret Invasion z roku 2008, ve kterém rasa Skrulls infiltrovala klíčové posty na Zemi. Poté se stala členkou nového týmu avengers v komiksu New Avengers.
Roku 2012 se již coby Captain Marvel dočkala vlastní série, kterou psala Kelly Sue DeConnick a kreslil Dexter Soy. Dostal zde zcela nový kostým, který navrhl kreslíř Jamie McKelvie. Byla také stálou členkou týmu Avengers. V roce 2013 se stala členkou Strážců galaxie (v sérii, kterou psal Brian Michael Bendis). V březnu 2014 byla vydána nová osmidílná minisérie Captain Marvel, kterou opět psala Kelly Sue DeConnick ale kreslil David López. Posléze hrála významnou roli ve story-arcu Secret Wars (2015).
Po zahájení All-New, All-Different Marvel došlo k vydání další nové série Captain Marvel, kterou psaly Tara Butters a Michele Fazekas, showrunnerky seriálu Agent Carter. Danvers zde vede vojenskou agenturu S.W.O.R.D., která má za úkol chránit Zemi před napadením z vesmíru. V roce 2018 byla vydána minisérie The Life of Captain Marvel, kterou psala Margaret Stohl a kreslil Carlos Pacheco. V tomto komiksu je řečeno, že matka Carol pocházela z rasy Kree. Její superschopnosti tak jsou získány prostřednictvím genů. Došlo tím ke změně její historie co do získání superschopností.
V roce 2019 byla vydána již desátá řada komiksu Captain Marvel, kterou psala Kelly Thompson a kreslila Carmen Carnero.
- Ms. Marvel (Vol. 1) #1–23 (1977–1979)
- Ms. Marvel (Vol. 2) #1–50 (2006–2010)
- Captain Marvel (Vol. 7) #1–17 (2012–2014)
- Captain Marvel (Vol. 8) #1–15 (2014–2015)
- Captain Marvel (Vol. 9) #1–10 (2016–2017)
- Life of Captain Marvel (Vol. 2) #1–5 (2018–2019)
- Captain Marvel (Vol. 10) #1–... (2019–...)

## Česká vydání
- 2018 – Nejmocnější hrdinové Marvelu #053: Captain Marvel (Carol Danvers) (Ms. Marvel (Vol. 1) #1–3 (1977) a Captain Marvel (Vol. 7) #1–6 (2012))

## Film a televize

### Film
- 2014 – Avengers Confidential: Black Widow & Punisher – anime film studia Madhouse, režie Kenichi Shimiz.
- 2018 – Marvel Rising: Secret Warriors – americký animovaný film, režie Alfred Gimeno, dabing Kim Raver.

- 2019 – Captain Marvel – americký hraný film, režie Anna Boden a Ryan Fleck, v hlavní roli Brie Larson
- 2019 – Avengers: Endgame – americký hraný film, režie Anthony a Joe Russoovi, v hlavní roli Brie Larson
- 2023 – Marvels – americký hraný film, režie Nia DaCosta, v hlavní roli Brie Larson

### Televize
- 2022 – Ms. Marvel – americký televizní seriál, ve vedlejší roli Brie Larson (potitulková scéna)